# オヒキグモ属
オヒキグモ属 Arachnura はコガネグモ科に属するクモの群の一つである。腹部後端が細長く伸びる。このため、英名としてはTailed spider,、Scorpion-tailed spider、およびScorpion spiderがある。また、この属のクモは性的二形が著しく、雄にはそのような尾がないだけでなく、雌より遙かに小さい。

## 特徴
雌は中型のクモである。頭胸部は前後に長く、やや平らで、眼の配列は前後二列で8眼、前後の側眼は両端にあって互いにやや近い位置にあり、中眼の区域は少し前に突き出る。
腹部は縦に細長く、背面はやや平ら。前端は左右の端が前に突き出て中央がくぼみ、後端は次第に細くなる。その狭くなったところが実質的な腹部の後端であり、腹面のその位置に肛門や糸疣があるが、背面側はさらに後方に細く伸び、尾状になるのがこの属の特徴である。尾の部分は柔らかく、多少とも曲がり、それを上に反らせたりも出来る。先端には種によって形の異なる小さな突起を持つ。
これに対して雄は雌の体長の1/5-1/20しかない。例えば日本産のキジロオヒキグモでは雌成体は体長25-28mmに対して雄成体は2mmしかない。形もごく簡単で、腹部は単純な袋型である。

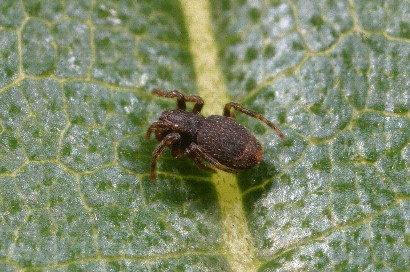
キジロオヒキグモの雄成体

## 生態など
雌はあまり大きくない円網を張る。円網はほぼ垂直に張られ、上向きの縦糸間二区画に横糸のない切れ網である。クモはその中央に下向きに止まる。
種によっては網の中央に縦長にゴミを着け、クモもそれに体を沿わせる。卵嚢は複数をこのゴミと一緒につける。
生殖については分からないことが多い。上記のように雄と雌では大きさの差が著しい。特に日本のキジロオヒキグモでは雄は卵嚢から出た段階ですでに成熟していることが知られているが、そのあとどのような生殖活動が行われるかについては情報がない。

## 分類
この属はコガネグモ属、スズミグモ属を含む単系群に対して姉妹群をなすとされる。
世界に13種が知られ、日本からは以下の2種が確認されている。それ以外の種についてはこの項を参照されたい。
- A. logi　キジロオヒキグモ：本州南部以南に分布。
- A. melanura　キオヒキグモ：前種より小型、日本では八重山諸島からのみ発見。